# Lagochilus setulosus
Lagochilus setulosus là một loài thực vật có hoa trong họ Hoa môi. Loài này được Vved. mô tả khoa học đầu tiên năm 1954.